# Братья Блюз 2000
«Братья Блюз 2000» (англ. Blues Brothers 2000) — американская музыкальная комедия 1998 года, сиквел фильма 1980 года «Братья Блюз».

## Сюжет
Когда Элвуд Блюз (Дэн Эйкройд) выходит из тюрьмы, ему сообщают, что его брат Джейк Блюз (Джон Белуши) умер, также как и их приёмный отец Кёртис (Кэб Кэллоуэй). После этого он узнаёт, что приют, спасённый братьями в первом фильме, был снесён.
Элвуд находит десятилетнего сироту Бастера (J. Evan Bonifant). После этого он находит второго брата, внебрачного сына Кёртиса по имени Кейбл «Кэб» Чемберлен (Джо Мортон). Кэб является начальником полиции штата Иллинойс.
Элвуд покупает подержанный полицейский автомобиль (Ford LTD Crown Victoria 1990 года) и приезжает в стриптиз-клуб, принадлежащий барабанщику Blues Brothers band, Вилли Холлу, где узнаёт, что русская мафия требует от Вилли выплаты, а также что бармен, Мак Мактир (Джон Гудмен), также может петь.
После того как русские сжигают клуб, группа воссоединяется.
Группа едет в несколько знакомых мест из прошлого и узнаёт, как они изменились (например, Bob’s Country Bunker был преобразован в Bob’s Country Kitchen, семейный ресторан). Maury Sline отправляет их на открытый концерт в Cynthiana, Kentucky, выдавая их за «Bluegrass» Brothers. Там их уже ждут сотрудники правоохранительных органов во главе с Кэбом. Группа исполняет (Ghost) Riders in the Sky и ускользает от полиции.
Находясь в чёрном списке российских мафиози, Элвуд также ссорится со сторонниками идеологии превосходства белых (возглавляемыми Darrell Hammond). Они и полиция продолжают преследовать группу, которая благодаря Sline теперь находится на пути к Луизиане, чтобы принять участие в битве групп.
На встрече под председательством преподобного Клеофуса Джеймса (Джеймс Браун), старого друга Элвуда, группа оказывается загнана в угол Кэбом. В это время Кэб вдруг «видит свет» и становится Братом Блюз, меняя свою полицейскую форму на чёрный костюм и тёмные очки.
Все направляются на юг к особняку жрицы вуду по имени Queen Moussette (Эрика Баду) для Битвы групп. Она на некоторое время превращает Братьев Блюз в зомби и возвращает их к жизни для состязания с Louisiana Gator Boys, гигантской супергруппой во главе с Malvern Gasperon.
Во время битвы групп появляются русские и расисты, но Queen Moussette разбирается с ними своим способом. В это время появляются монахиня из приюта (Кэтлин Фримен) и полиция Иллинойса, вследствие чего Бастер опасаются, что он будет отнят у группы и возвращён в приют. Элвуд пробирается с ним через заднюю дверь, и они вместе отправляются в путь.

## Актеры и персонажи

### Группы и приглашённые музыканты
| - Дэн Эйкройд в роли Элвуда Блюза — губная гармоника и вокал - Джон Гудмен в роли «Mighty» Mack McTeer — вокал - Джо Мортон в роли Кейбла «Cab» Чемберлена — вокал - Дж. Ивэн Бонифант в роли Бастера Блюза — вокал и губная гармоника (гармоника записана John Popper) - Стив Кроппер в роли Стива «the Colonel» Кроппера — ритм-гитара и бэк-вокал - Дональд Данн в роли Дональда «Duck» Данна — бас-гитара - Мёрфи Данн в роли Мёрфи «Murph» Данна — клавишные - Вилли Холл в роли Вилли «Too Big» Холла — барабаны и ударные - Том Мэлоун в роли Тома «Bones» Мэлоуна — тромбон, саксофон-тенор и бэк-вокал - Лу Марини в роли «Blue Lou» Марини — саксофон-альт и саксофон-тенор и бэк-вокал - Мэтт Мёрфи в роли Мэтта «Guitar» Мёрфи — соло-гитара - Алан Рубин в роли Алана «Mr. Fabulous» Рубина — труба, ударные и бэк-вокал - Джуниор Уэллс в роли себя самого - Лонни Брукс в роли себя самого - Группа Blues Traveler в роли себя самой - Джонни Лэнг в роли Janitor - Эдди Флойд в роли Эда - Уилсон Пикетт в роли мистера Пикетта - Арета Франклин в роли миссис Мёрфи - Эстер Риджвей в роли подруги миссис Мёрфи - Глория Риджвей в роли подруги миссис Мёрфи - Грейси Риджвей в роли подруги миссис Мёрфи - Сэм Мур в роли преподобного Морриса - Джеймс Браун в роли преподобного Клеофуса Джеймса - Эрика Баду в роли Queen Mousette | The Louisiana Gator Boys — это блюзовая супергруппа, созданная для Братьев Блюз 2000. Они сталкиваются с The Blues Brothers в битве групп. В группу входят: - Би Би Кинг в роли Malvern Gasperone — вокал и гитара - Джефф «Skunk» Бакстер — гитара - Gary U.S. Bonds — вокал - Эрик Клэптон — вокал и гитара - Кларенс Клемонс — вокал, саксофон-тенор и бубен - Джон Фэддис — барабаны - Бо Диддли — вокал и гитара - Джон Фэддис — труба - Айзек Хейз — вокал - Доктор Джон — вокал и фортепиано - Tommy «Pipes» McDonnell — вокал - Чарли Масселуайт — вокал и губная гармоника - Билли Престон — вокал и синтезатор - Лу Роулз — вокал - Джошуа Редман — саксофон-тенор - Коко Тейлор — вокал - Трэвис Тритт — вокал и гитара - Джимми Вон — вокал и гитара - Гровер Вашингтон — саксофон-баритон - Уилли Викс — бас-гитара - Стив Уинвуд — вокал и орган - Пол Шейфер в роли Марко/самого себя — клавишные |

## Игра
Игра Blues Brothers 2000 была выпущена для Nintendo 64 17 ноября 2000 года, почти через два года после выхода фильма на экран. В игре Элвуд проходит различные уровни, пытаясь спасти похищенных членов группы одного за другим. Как и фильм, на котором она была основана, игра была принята плохо.